# Józef Lipień
Józef Lipień, född den 6 februari 1949 i Jaczków, Polen, är en polsk brottare som tog OS-silver i bantamviktsbrottning i den grekisk-romerska klassen 1980 i Moskva. Hans tvillingbror Kazimierz Lipień är olympisk mästare i brottning. 